# Anthomyia ochripes
Anthomyia ochripes es una especie de mosca del gusano de la familia Anthomyiidae.

## Distribución
Se distribuye por Estados Unidos.